# Русија 1
Русија 1 (рус. Россия-1) је основни и главни државни руски ТВ програм у саставу Сверуске државне телевизијске и радиодифузне компаније (ВГТРК). Други је по гледаности у Русији. Основан је 1991. године. Постоји верзија програма и у високој резолуцији. Покрива 98,5 процената насељења Русије.
Овај програм има бројне регионалне варијанте и емитује се на различитим језицима народа Русије. 